# 阿拉貢的穆德哈爾式建築
阿拉貢的穆德哈爾式建築是指位於西班牙阿拉貢地區的一群穆德哈尔式建筑的總稱，1986年首次被聯合國教科文組織列入世界文化遺產名單。穆德哈爾式建築是一種融合了伊斯蘭風格的建築樣式。

## 概览
阿拉貢的穆德哈爾式建築在1986年登錄為世界文化遺產，當時包括了4座教堂建築。2001年，又有6座建築被追加登錄進入世界遺產。2016年，教科文组织对其边界和缓冲区保护范围做出了微小调整。
公元12世纪，穆德哈尔艺术的发展与收复国土后西班牙当时的政治、社会和文化状况息息相关。这种艺术形式不仅受到了伊斯兰传统的影响，而且还体现出了当时欧洲的风格，特别是哥特式风格。从公元17世纪初一直到现在，这种艺术风格在建筑中，特别是在钟楼建筑中，以创造性地精妙使用砖块和釉面砖而闻名。

## 遗产列表

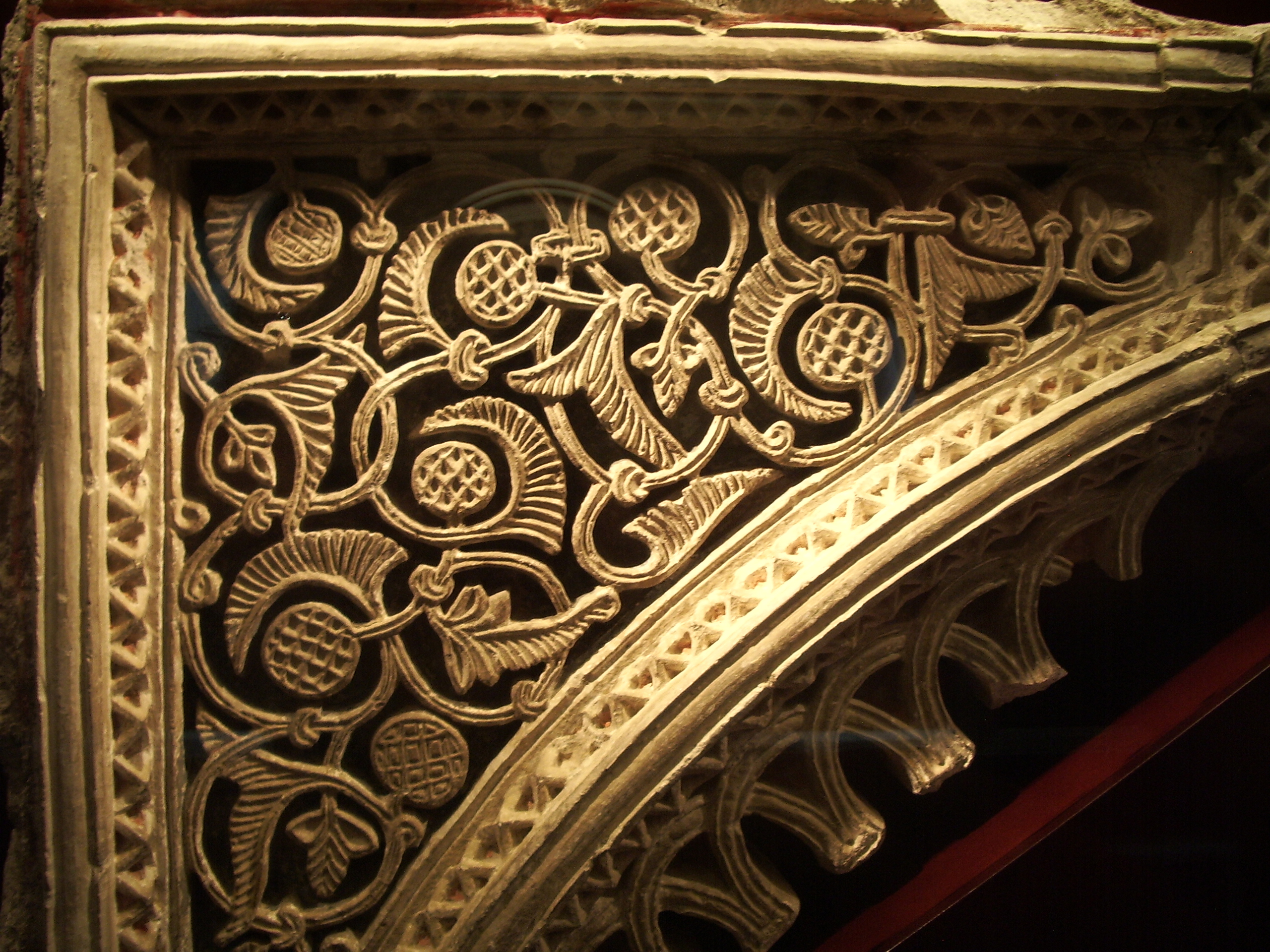
细部装饰
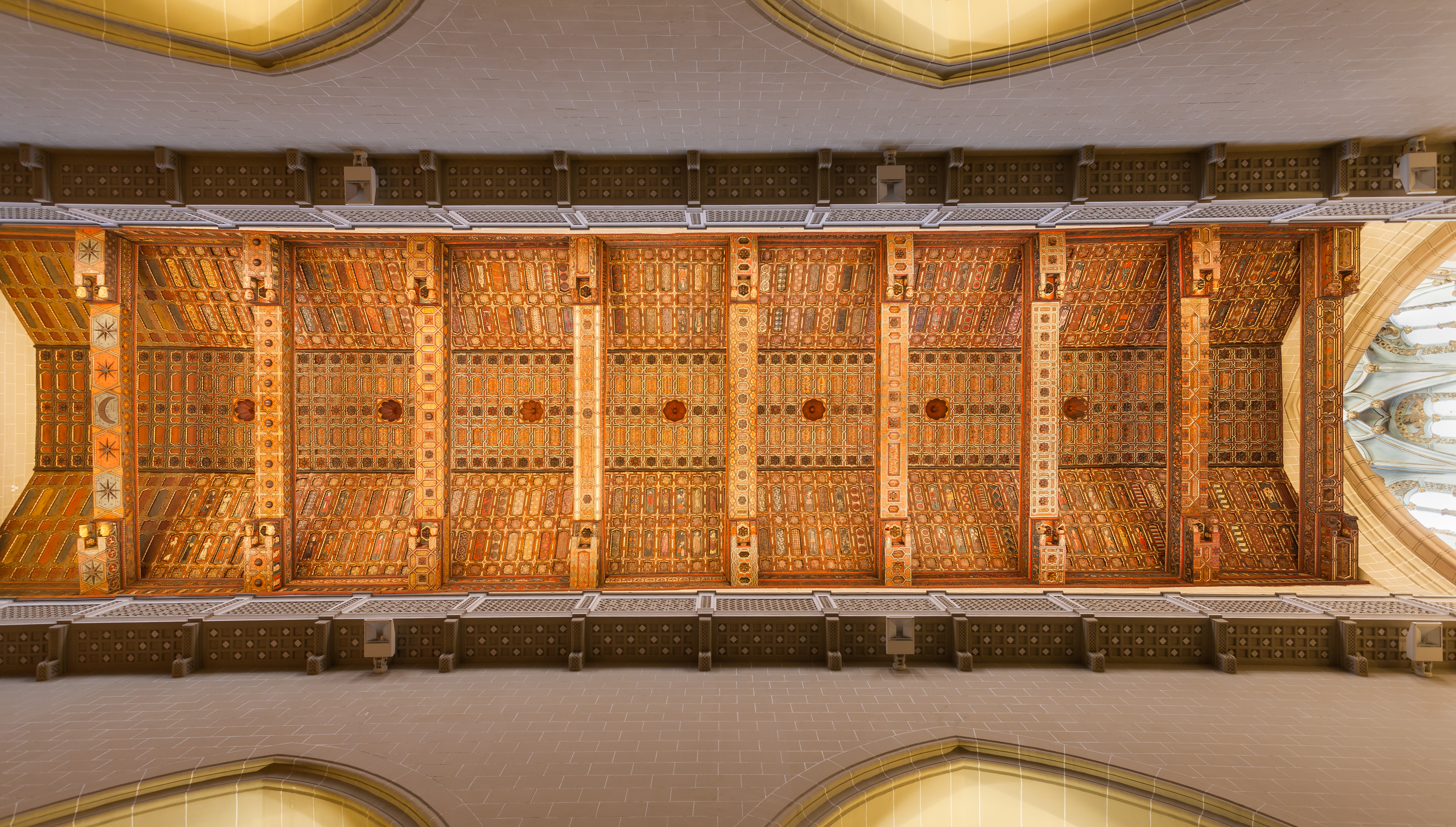
特鲁埃尔教堂顶部
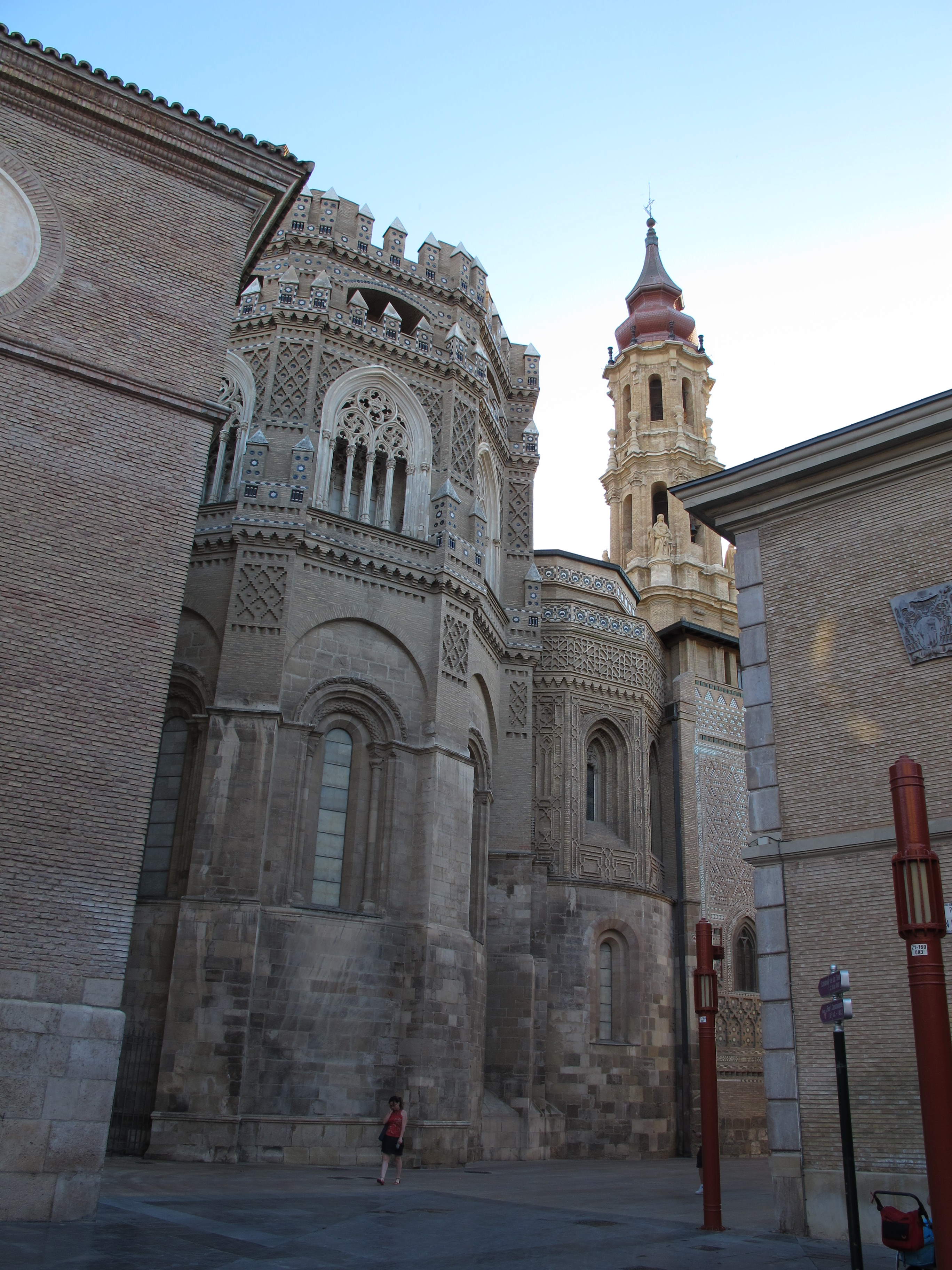
耶稣救主主教座堂
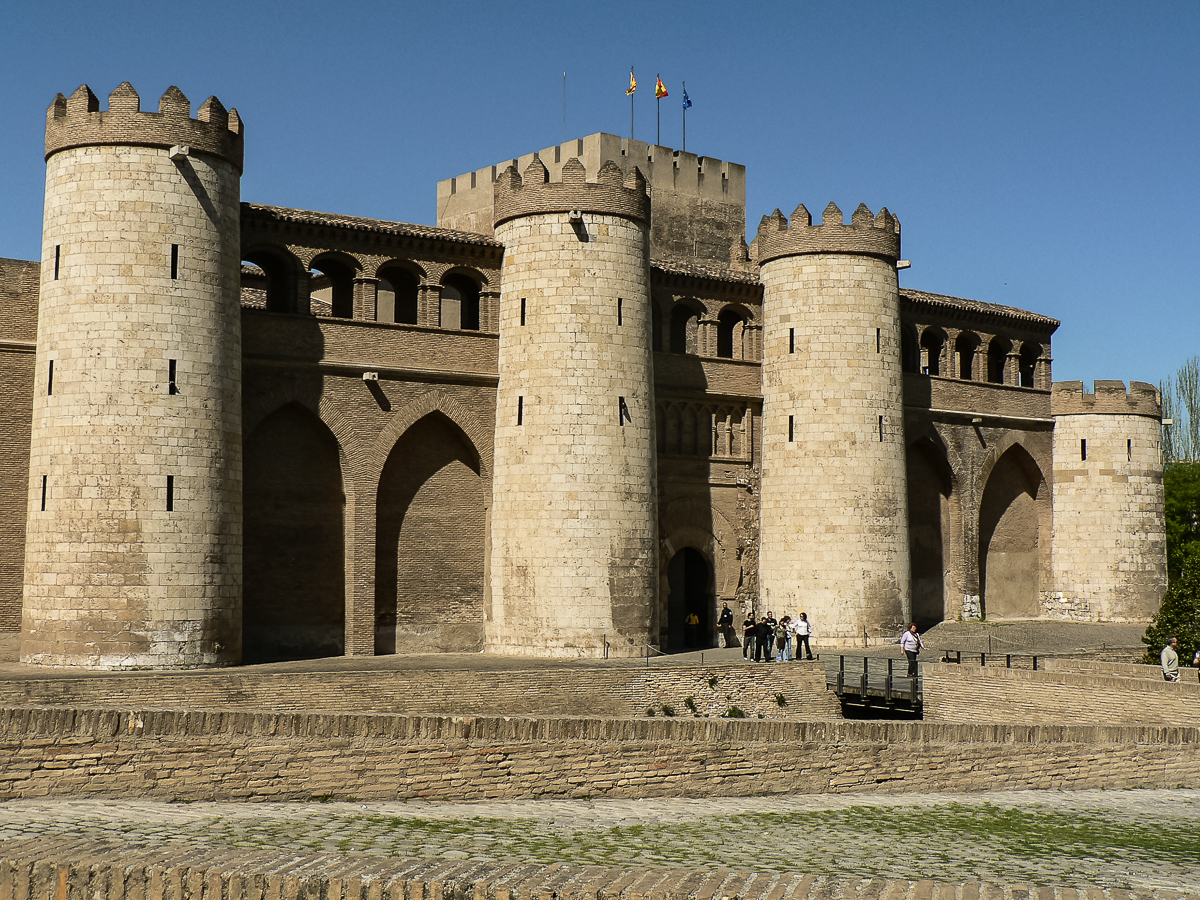
阿爾哈費里亞宮

| 编号    | 名称             | 位置                 | 登录年份 |
| ------- | ---------------- | -------------------- | -------- |
| 378-001 | 特魯埃爾主教座堂 | 特鲁埃尔             | 1986     |
| 378-002 | 圣保罗教堂       | 特鲁埃尔             | 1986     |
| 378-003 | 圣马丁教堂       | 特鲁埃尔             | 1986     |
| 378-004 | 圣萨尔瓦多教堂   | 特鲁埃尔             | 1986     |
| 378-005 | 圣母升天教堂     | 卡拉泰乌德           | 2001     |
| 378-006 | 圣特克拉教区教堂 | 塞尔韦拉德拉卡尼亚达 | 2001     |
| 378-007 | 圣玛丽教堂       | 托韦德               | 2001     |
| 378-008 | 阿爾哈費里亞宮   | 萨拉戈萨             | 2001     |
| 378-009 | 圣保罗教区教堂   | 萨拉戈萨             | 2001     |
| 378-010 | 耶稣救主主教座堂 | 萨拉戈萨             | 2001     |

## 外部連結
- 阿拉贡穆德哈尔艺术（英文）
- 阿拉贡自治区官网介绍（西班牙文）
- 该地区所有相关建筑的字母索引 （页面存档备份，存于）
- 2001年世界遗产扩展 （页面存档备份，存于）（英文）
- 网站导航 （页面存档备份，存于）